# Уилям Фишър
Уилям Фредерик Фишър (на английски: William Frederick Fisher) е американски лекар и астронавт на НАСА, участник в космически полет.

## Биография
Роден е на 1 април 1946 година в Далас, Тексас, САЩ.

### Образование
Завършва колежа North Syracuse Central High School в Сиракюз, Ню Йорк през 1964 г. През 1968 получава бакалавърска степен по биология от Станфордския университет. Придобива магистърска степен по микробиология от Университета на Флорида през 1971 г. През 1975 завършва медицина в същото висше училище, а през 1977 г. взема докторат по хирургия от Университетския медицински център „Роналд Рейгън“ в Лос Анджелис, Калифорния. През 1980 получава магистърска степен по инженерство от Университета на Хюстън, Тексас.

### Служба в НАСА
Фишър е избран за астронавт от НАСА на 29 май 1980 г., Астронавтска група №9. Включен е в поддържащия екипаж на мисия STS-8 и като CAPCOM офицер на мисиите STS-8 и STS-9. Той взима участие в един космически полет.

### Полети
| Космически полет на Уилям Фредерик Фишър                      | Космически полет на Уилям Фредерик Фишър | Космически полет на Уилям Фредерик Фишър | Космически полет на Уилям Фредерик Фишър | Космически полет на Уилям Фредерик Фишър | Космически полет на Уилям Фредерик Фишър | Космически полет на Уилям Фредерик Фишър |
| №                                                             | Дата                                     | КК                                       | Функции                                  | Продължителност                          |                                          |                                          |
| ------------------------------------------------------------- | ---------------------------------------- | ---------------------------------------- | ---------------------------------------- | ---------------------------------------- | ---------------------------------------- | ---------------------------------------- |
| 1                                                             | 27 август 1985                           | „Дискавъри“, мисия STS-51I               | Специалист на мисията                    | 7 денонощия 02 часа 17 мин. 42 сек.      |                                          |                                          |
| Сумарно време в космоса – 7 денонощия 02 часа 17 мин. 42 сек. |                                          |                                          |                                          |                                          |                                          |                                          |

### Семейство
Уилям Фишър е женен за астронавтката от НАСА Ана Фишър. Двамата имат две дъщери: Кристин Ан (родена на 29 юли 1983) и Кара Лин (родена на 10 януари 1989). Двамата се развеждат през 2000 г.

## Награди
- Медал на НАСА за изключителни заслуги.
- Медал на НАСА за участие в космически полет.